# Ludwigslust (huyện)
Ludwigslust là một huyện cũ ở phía tây nam của bang Mecklenburg-Vorpommern, Đức. Các huyện giáp ranh là (từ phía bắc theo chiều kim đồng hồ) Nordwestmecklenburg, thành phố không thuộc huyện Schwerin, Parchim, Prignitz ở Brandenburg, Lüchow-Dannenberg và Lüneburg ở Niedersachsen và huyện Lauenburg ở Schleswig-Holstein.
Huyện nằm giữa sông Elbe và thành phố Schwerin. Trước năm 2011, đây là huyện lớn nhất bang Mecklenburg-Vorpommern nhưng dân cư thưa thớt.
Sau khi thống nhất nước Đức, hai huyện Hagenow và Ludwigslust được lập. Vào năm 1994, cả hai huyện cùng với Ämter Rastow và Stralendorf từ huyện Schwerin-Land đã được hợp nhất để tạo huyện Ludwigslust như ngày nay.
Tháng 9 năm 2011, huyện sáp nhập với huyện Parchim để thành lập huyện mới Ludwigslust-Parchim.

## Thị xã và đô thị
| Amt-free towns                                      |
| --------------------------------------------------- |
| 1. Boizenburg 2. Hagenow 3. Lübtheen 4. Ludwigslust |

| Ämter | Ämter | Ämter |
| --- | --- | --- |
| - 1. Boizenburg-Land [seat: Boizenburg] 1. Bengerstorf 2. Besitz 3. Brahlstorf 4. Dersenow 5. Gresse 6. Greven 7. Neu Gülze 8. Nostorf 9. Schwanheide 10. Teldau 11. Tessin bei Boizenburg - 2. Dömitz-Malliß 1. Dömitz1, 2 2. Grebs-Niendorf 3. Karenz 4. Malk Göhren 5. Malliß 6. Neu Kaliß 7. Vielank - 3. Grabow 1. Balow 2. Brunow 3. Dambeck 4. Eldena 5. Gorlosen 6. Grabow1, 2 7. Karstädt 8. Kremmin 9. Milow 10. Möllenbeck 11. Muchow 12. Prislich 13. Steesow 14. Zierzow | - 4. Hagenow-Land [seat: Hagenow] 1. Alt Zachun 2. Bandenitz 3. Belsch 4. Bobzin 5. Bresegard bei Picher 6. Gammelin 7. Groß Krams 8. Hoort 9. Hülseburg 10. Kirch Jesar 11. Kuhstorf 12. Moraas 13. Pätow-Steegen 14. Picher 15. Pritzier 16. Redefin 17. Setzin 18. Strohkirchen 19. Toddin 20. Warlitz - 5. Ludwigslust-Land [seat: Ludwigslust] 1. Alt Krenzlin 2. Bresegard bei Eldena 3. Göhlen 4. Groß Laasch 5. Leussow 6. Lübesse 7. Lüblow 8. Rastow 9. Sülstorf 10. Uelitz 11. Warlow 12. Wöbbelin | - 6. Neustadt-Glewe 1. Blievenstorf 2. Brenz 3. Neustadt-Glewe1, 2 - 7. Stralendorf 1. Dümmer 2. Holthusen 3. Klein Rogahn 4. Pampow 5. Schossin 6. Stralendorf1 7. Warsow 8. Wittenförden 9. Zülow - 8. Wittenburg 1. Körchow 2. Lehsen 3. Wittenburg1, 2 4. Wittendörp - 9. Zarrentin 1. Gallin 2. Kogel 3. Lüttow-Valluhn 4. Vellahn 5. Zarrentin1, 2 |
| 1thủ phủ của Amt; 2thị xã | | |